# Brøndby Kommune
Brøndby Kommune (deutsch Brunnenstadt Kommune) ist eine dänische Kommune in der Region Hovedstaden. Auf einer Fläche von 21,00 Quadratkilometern leben dort 40.401 Einwohner (Stand 1. Januar 2025).
Verwaltungssitz ist Brøndby, ein Vorort von Kopenhagen, der sich am nördlichen Rand der Køge Bugt befindet. Brøndby selbst ist Bestandteil der Hauptstadtregion Hovedstadsområdet, nicht jedoch die ländlichen Anteile der Kommune. Außerhalb des geschlossenen Siedlungsgebietes wohnen nur
194
Personen. Brøndby liegt nur 19 Auto- beziehungsweise Eisenbahnminuten von Kopenhagen entfernt.

## Gemeindegliederung
Die Kommune teilt sich in vier Kirchspielsgemeinden (dän.: Sogn) auf:
| Nr. | Kirchspiel          | Einwohner |
| --- | ------------------- | --------- |
| 4   | Brøndby Strand Sogn | 14.206    |
| 1   | Brøndbyvester Sogn  | 13.605    |
| 3   | Brøndbyøster Sogn   | 6.010     |
| 2   | Nygårds Sogn        | 6.431     |

In der Gemeinde liegen die geschützten Rundhügel Gildhøj und Tornhøj.

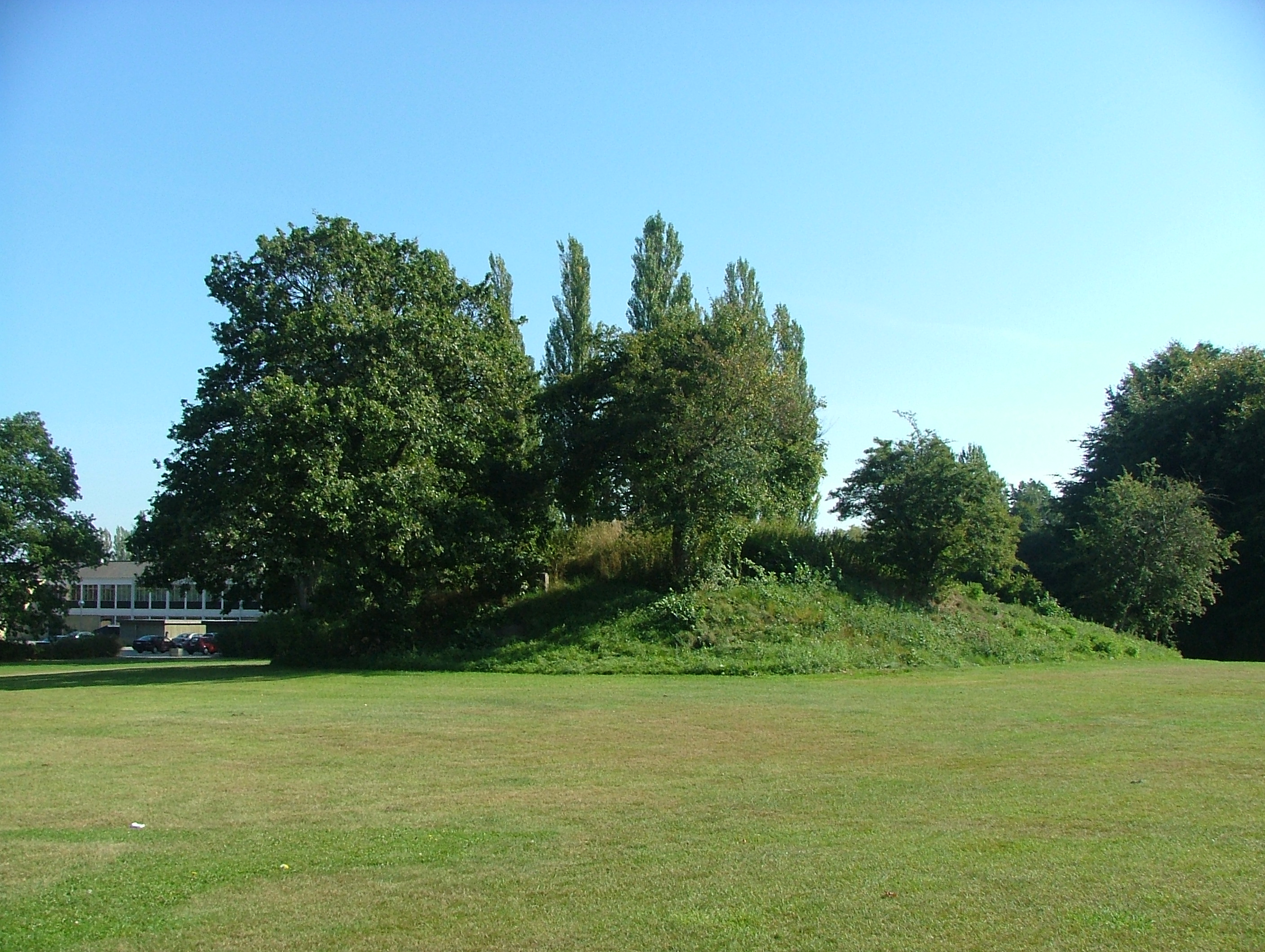
Gildhøj

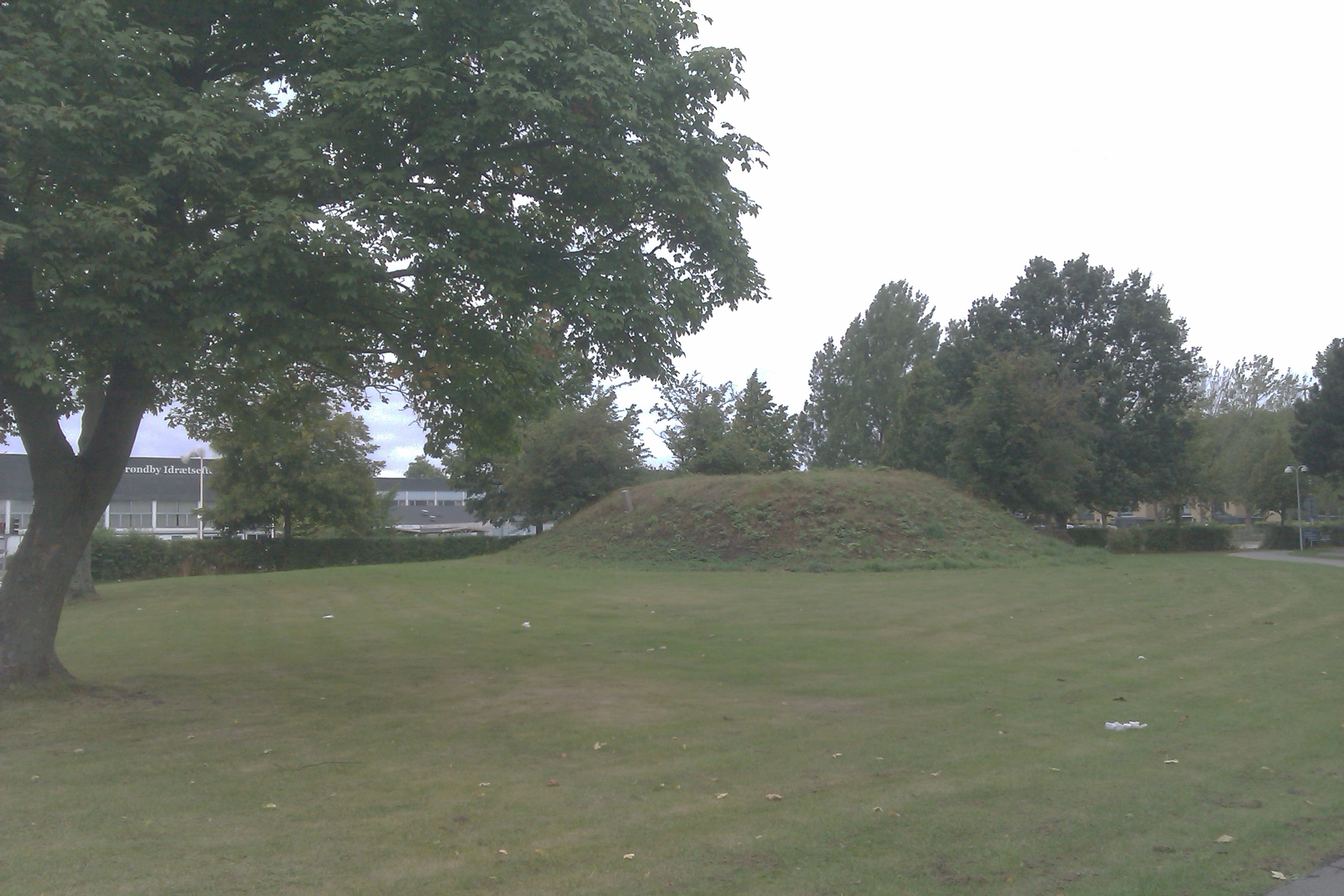
Tornhøj

## Einwohnerentwicklung
Entwicklung der Einwohnerzahl (1. Januar):
| Jahr      | 1980   | 1985   | 1990   | 1995   | 2000   | 2005   | 2010   | 2025   |
| Einwohner | 34.511 | 35.474 | 34.041 | 33.579 | 34.354 | 34.513 | 33.795 | 40.401 |

## Geschichte

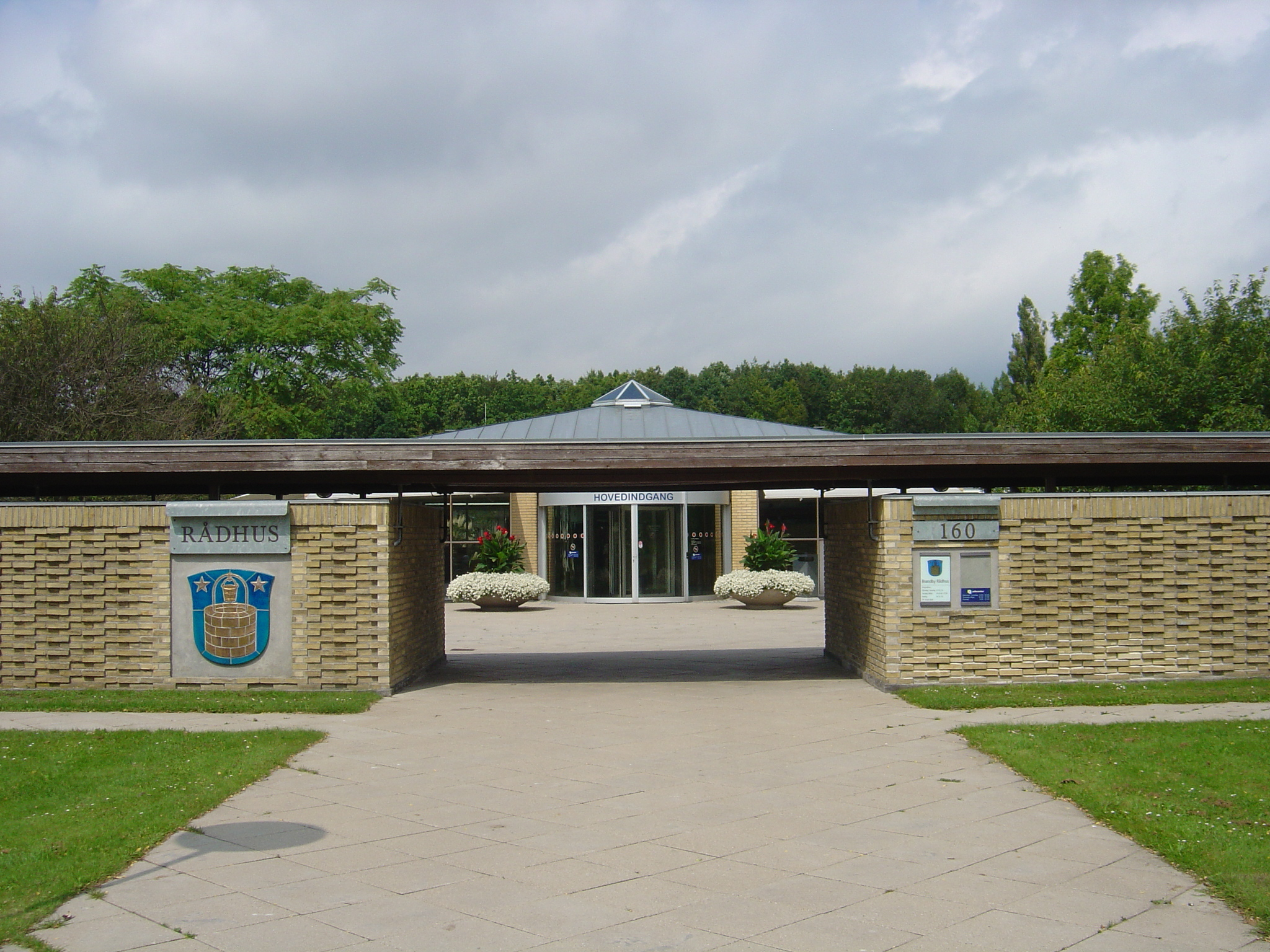
Rathaus

Im Mittelalter bestand Brøndby noch aus zwei Dörfern – Brøndbyøster und Brøndbyvester – mit zwei Kirchen aus dem 12. Jahrhundert. In der Mitte des 20. Jahrhunderts entstand Brøndby Nord mit Etagenhäusern, von denen einige mit großen Gemälden an den Giebelwänden versehen sind. Später kam Brøndby Strand hinzu. Die 1984 erbaute Kirche in Brøndby Strand hat ein Glockenspiel und in jedem Jahr finden viele Glockenspielkonzerte statt.
Das Rathaus wurde 1959 erbaut und ist später mehrmals erweitert worden.

## Infrastruktur und Freizeit
In Brøndby gibt es verschiedene Industrieansiedlungen (IT, Elektronik und Verkehrsunternehmen). So ist es Hauptsitz der Nilfisk-Advance AG. Weiterhin hat Brøndby einen Jachthafen für Segel- und Motorboote und einen Strandpark mit weißem Sand und Dünen am Öresund, wo man im Sommer baden kann.
Das Fußballstadion von Brøndby hat Platz für 31.700 Besucher. Mehrmals war die Fußballmannschaft von Brøndby IF dänischer Meister. Südlich des Stadions befinden sich neben der Mehrzweckhalle Brøndby Hallen das Haus des Sports (Idrættens Hus), in dem die staatliche Elitesport-Organisation Team Danmark, der dänische Sportverband Danmarks Idræts-Forbund und mehrere seiner Sportfachverbände untergebracht sind. Ein Stück weiter südlich steht der höchste Fahnenmast von Dänemark, der „Margrethe-Fahnenmast“ (Margrethe-flagmasten). Er war ein Geburtstagsgeschenk für Königin Margrethe II. zu ihrem 50. Geburtstag im Jahr 1990. Der Mast ist 47,5 Meter hoch und mit einer goldenen, einen halben Meter hohen Krone als Flaggenknopf versehen.

## Politik

### Stadtrat
- Enhedslisten: 1
- Socialistisk Folkeparti: 1
- Socialdemokraterne: 11
- Venstre: 1
- Det Konservative Folkeparti: 2
- Dansk Folkeparti: 1
- Sonst.: 2

## Partnerstädte
Die Brøndby Kommune unterhält mit folgenden Städten und Gemeinden Partnerschaften:
- Schweden: Botkyrka
- Tschechien: Bezirk Prag 2, Prag (Mestske Casti Praha 2)
- Norwegen: Stange
- Deutschland: Bezirk Steglitz-Zehlendorf, Berlin[7]
- Russland: Moskau-Dorogomilova

## Persönlichkeiten
- Andreas Stokbro (* 1997), Radrennfahrer
- Edi Hrnic (* 2003), Taekwondoin